# Преображенский собор (Бендеры)
Преображенский собор в Бендерах (Приднестровье) — православный храм Тираспольской и Дубоссарской епархии Православной церкви Молдовы. Памятник архитектуры начала XIX века; адрес: пл. Освобождения.

## История

### XIX век
История Преображенского собора ведёт отсчёт с 1814 года, когда инженерное начальство Бендерской крепости начинает работы по отодвижению города от крепости на 250 саженей (600 м) к югу с целью создания крепостной эспланады. Находившиеся на этой территории Успенская и Никольская церкви, из-за своей ветхости, при переносе разрушились, что и обусловило принятие решения о строительстве на месте развалин турецких казарм нового храма в честь Преображения Господня.
22 августа 1815 года, при военном параде в присутствии горожан, состоялась закладка Преображенского собора как символа освобождения Бессарабии от турецкого ига. Проект храма был подготовлен членом Кишинёвской духовной дикастерии архимандритом Иоаникием, и предполагал в соборе три придела: Никольский (левый) и Успенский (правый), названные в память о разрушившихся церквях, а также Преображенский (центральный).
Никольский придел был освящён 5 декабря 1819 года. В этот же день прихожане собрали средства на освящение Успенского, которое состоялось 19 декабря того же года. В 1820 году строительные работы были завершены и в Преображенском приделе.
В 1825 году, для храма, в Одессе был заказан иконостас с балдахином на семи деревянных колоннах. Иконописные и резные работы выполнили священник Н. Конилевский и канцелярист И. Палишинский. Наконец, в 1827 году собор освятил высокопреосвященнейший Димитрий.
В 1832 году завершилось строительство колокольни, однако, в связи с нехваткой средств, как храм, собор оформился лишь к 1840 году.
Выполненный в стиле крестово-купольной архитектуры в рамках русского классицизма с элементами молдавских народных традиций, собор отличался лаконичностью, внушительной монументальностью, подчёркнутым контрастом глади стен и приставленных к ней колонн, а главный купол собора был решён в виде шлема древнерусского воина.

### XX век

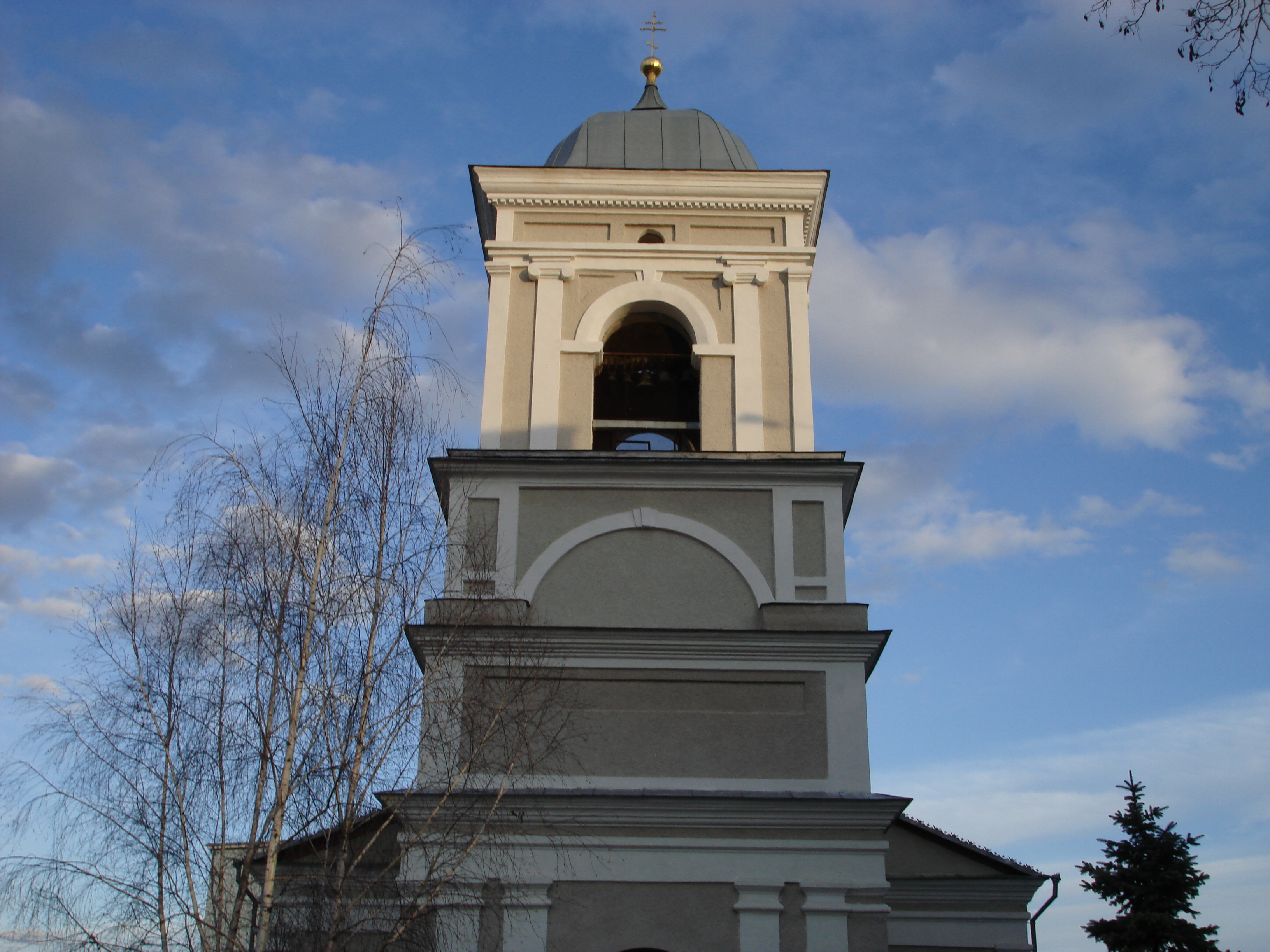
Колокольня собора

С 1918 года по 1944 (кроме советского периода в 1940—1941) приход храма относился к Бессарабской митрополии Румынской Церкви.
Несмотря на проводимые время от времени ремонтные работы, внутренняя роспись собора имела неприглядный вид и поэтому в начале 1930-х гг. церковные служители приняли решение обновить интерьер, для чего пригласили молдавского художника и скульптора Александра Михайловича Плэмэдялэ. Приблизительно в мае 1934 года он прибывает в Бендеры, чтобы приступить к выполнению заказа. Вместе с ним в Бендеры прибыли и четверо его учеников, недавно окончивших Кишинёвское художественное училище: В. Поляков, В. Нечаева, Н. Колядич и А. Мадвал. Плэмэдялэ в качестве подрядчиков нанял на работу местных жителей.
Значительный урон собору нанесли боевые действия в ходе войны 1941—1945. Так, во время одного из артобстрелов угодивший в храм снаряд вызвал пожар, в котором погибли иконостас и соборный архив, а также существенно пострадали внутренние росписи. В результате навсегда было утрачено значительное количество информации о жизни прихода и города в довоенное время.
После восстановления суверенитета СССР в 1944 году, вошёл в Кишинёвскую епархию Русской православной церкви.

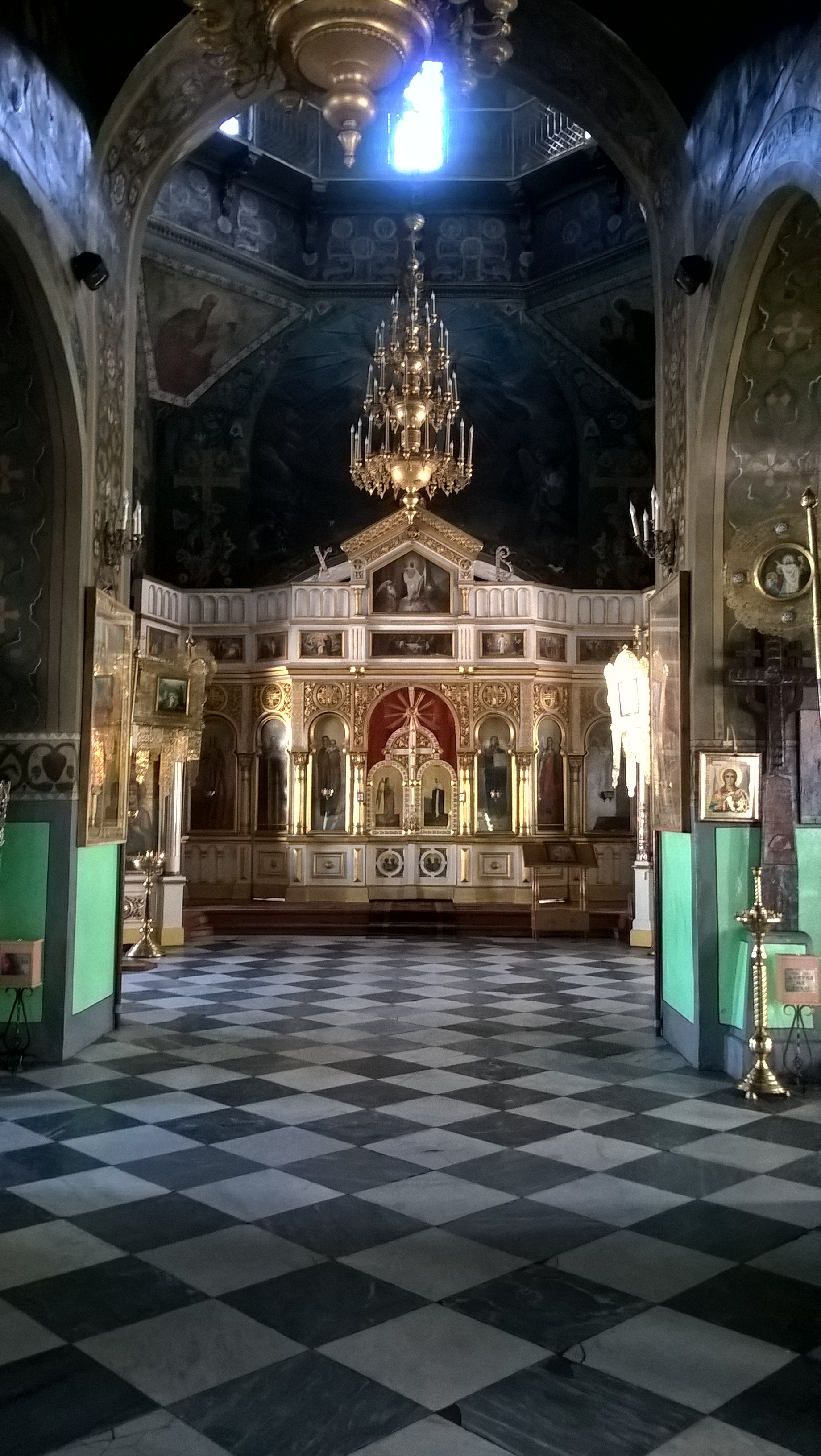

С 1948 году собор взят под охрану государства как памятник архитектуры начала XIX века. В 1960-х годы соборный иконостас заменили иконостасом уничтоженной полковой церкви.

#### Бендерская трагедия 1992 года
Здание пострадало во время Бендерской трагедии 1992 года, после которой заново перекрыли крышу и купола.
Протоиерей Леонид Паскарь:

Были побиты окна, снаряд попал в дверь, отпечаток был очень страшный. Люди не понимали за что гибнут. Вокруг были снайперы, и к храму подойти было не безопасно. Мы ползком подбирались к нему, потому что владыка Викентий благословил у кого есть возможность открывать храм и молиться, потому что молитва может избавить город от разрушения и гибели многих людей.

В конце 1990-х годов в соборе была проведена реставрация, вследствие которой были утрачены сохранявшиеся в храме фрески А. Плэмэдялэ, а другие существенно повреждены.

#### Анафематствование гетмана Ивана Мазепы
8 марта 2009 года, в неделю Торжества Православия, высокопреосвященнейший Юстиниан, архиепископ Тираспольский и Дубоссарский, во время архиерейской службы в Преображенском соборе города Бендеры восстановил чин анафематствования гетмана Ивана Мазепы.

## В настоящее время
До 2000 года, когда был освящён новопостроенный кафедральный Христорождественский собор епархии, Преображенский собор был главным центром православной жизни всего Приднестровья.
Настоятель — протоиерей Иоанн Калмык.